# Jane Alexander (artystka)
Jane Alexander (ur. 1959 w Johannesburgu) – południowoafrykańska artystka. Zajmuje się rzeźbą, fotomontażem, fotografią i filmem. Jest autorką rzeźby The Butcher Boys. Interesuje się ludzkimi zachowaniami, konfliktami w historii, oraz pamięcią kulturową o wykorzystywaniu i braku pamięci globalnej podczas apartheidu. Prace Alexander są istotne zarówno we współczesnym postapartheidowym środowisku społecznym w Afryce Południowej, jak i zagranicą.

## Życiorys
Urodziła się w 1959 roku w Johannesburgu. Dorastała w szczytowym okresie południowoafrykańskiego apartheidu we wczesnych latach 80. Dorastając nie była szczególnie świadoma otaczających ją problemów natury politycznej, do czasu, kiedy rozpoczęła naukę na uniwersytecie i przeniosła się do Braamfontein. Wtedy to stała się bardziej świadoma społecznych i politycznych problemów, obecnych w apartheidycznym społeczeństwie Afryki Południowej. Zainteresowanie tymi problemami wpłynęło na jej późniejsze dzieła sztuki. We wczesnej karierze inspirowała się figuratywnymi pracami George’a Segala, Eda i Nancy Kienholz, Duane Hansona, i Davida Goldblatta. Alexander uczęszczała na Uniwersytet Witwatersranda, gdzie uzyskała tytuł licencjata i magistra sztuki w sztukach pięknych w 1982 i 1988 roku. Aktualnie jest starszym wykładowcom rzeźby, fotografii i rysunku w szkole sztuk pięknych Michaelis'a w Kapsztadzie gdzie naucza od 1998 roku.

### Proces artystyczny
Okaleczone okrucieństwem Apartheidu, prace Alexander często zawierają w sobie sprzeczne tematy atrakcyjności i wstrętu, ludzi i zwierząt oraz groteski a zarazem delikatności. Ludzie-zwierzęta w jej pracach mogą być postrzegane jako przedstawienie nieludzkiej natury społeczeństwa apartheidu. Rozróżnienia w pracach Alexander, między ofiarami a oprawcami, gnębiącymi a gnębionymi, są nieostre. Jej hybrydowe formy sugerują normalizację groteskowej motoryki przemocy jaka miała miejsce w apartheidzie i zdolność zwykłych jednostek do stania się bezwzględnymi agresorami, kiedy stanowią one część kolektywu kierującego się programem opartym na opresji i przemocy. Te groteskowe postacie nie przerażają nas, bo są nieludzkie, a raczej dlatego, że są tak fundamentalnie ludzkie. Prace Alexander ukazują również potencjał ludzkiej elastyczności, władności i dumy, zachowanych nawet kiedy ludzie stają twarzą w twarz z przemocą, nieszczęściem, i prześladowaniem, a także niepewności i strachu przed tymi, którzy dzierżą władzę. Jej ludzie- zwierzęta przekazują ostrzeżenia dotyczące konsekwencji historycznych i wskazówki dotyczące możliwych wariantów przyszłości. Jej prace przedstawiają polityczne i naładowane społecznie postaci, nie wyrażając przy tym swojego przesłania w sposób oczywisty, Alexander nie używa też w swoich pracach desygnatów, takich jak banery, slogany, czy obrazki propagandowe.
Alexander preferuje pracę nad  sztuką site-specific, a szczególnie tą, która posiada wydźwięk historyczny, społeczny i duchowy, często też tworzy prace, których elementy mogą być wymieniane między jej różnymi dziełami site-specific. Alexander nie stawia sztuki na piedestale i unika stawiania jakichkolwiek wyraźnych barier między dziełem a jego odbiorcą. W przeszłości była znana z przynoszenia do swojej pracowni gnijących szczątków zwierząt, aby móc użyć pochodzących z nich kości. Odlewa i modeluje swoje rzeźby w gipsie, tworząc je w oparciu o proporcje przyjaciół i znajomych i maluje farbami olejnymi. W wielu swoich dziełach używa również znalezionych przedmiotów i materiałów.

## Sławne prace

### The Butcher Boys
Podczas pisania pracy doktorskiej w latach 1985 i 1986, Alexander stworzyła jedno ze swoich najbardziej rozpoznawalnych dzieł sztuki; The Butcher Boys, które przedstawia trzech mężczyzn o groteskowym wyglądzie, wykonanych z gipsu, siedzących na ławce. Rzeźba jest komentarzem dotyczącym bestialstwa i  dehumanizacyjnych efektów przemocy w erze Apartheidu w Południowej Afryce. W artykule New  York Times'a, Holland Cotter stwierdza: " ich ciała, jasnoskóre i muskularne, są wspaniałe, ale przez linie szwów, biegnące od pępka do gardła, także niepokojące". Linie, które Cotter opisuje, to ciemne, biegnące pionowo blizny, sugerujące, że krtań została usunięta, co sprawia, że żadna z postaci nie byłaby w stanie przemówić. Rzeźba przedstawia odsłonięte kręgosłupy, a także rozliczne rogi na każdej postaci, z których wszystkie zostały pozyskane ze zwierząt. Dzieło to jest jednym z najbardziej rozpoznawalnych w Południowoafrykańskiej Galerii Narodowej.

### Bom Boys
Stworzona w 1998, Bom Boys składa się z szeregu małych, stojących figurek o szarej skórze. Niektóre z figurek są częściowo ubrane, inne nagie, lecz każda z nich ma na twarzy maskę, bądź przepaskę na oczach. Wszystkie patrzą w różnych kierunkach, co sugeruje izolację i porzucenie. Postacie przedstawione poprzez dzieło odnoszą się do bezbronności przesiedlonych dzieci w Cape Town, które artystka obserwowała osobiście, mieszkając tam. Nie jest jasne, czy przedstawione postacie są oprawcami, czy ofiarami.

### African Adventure

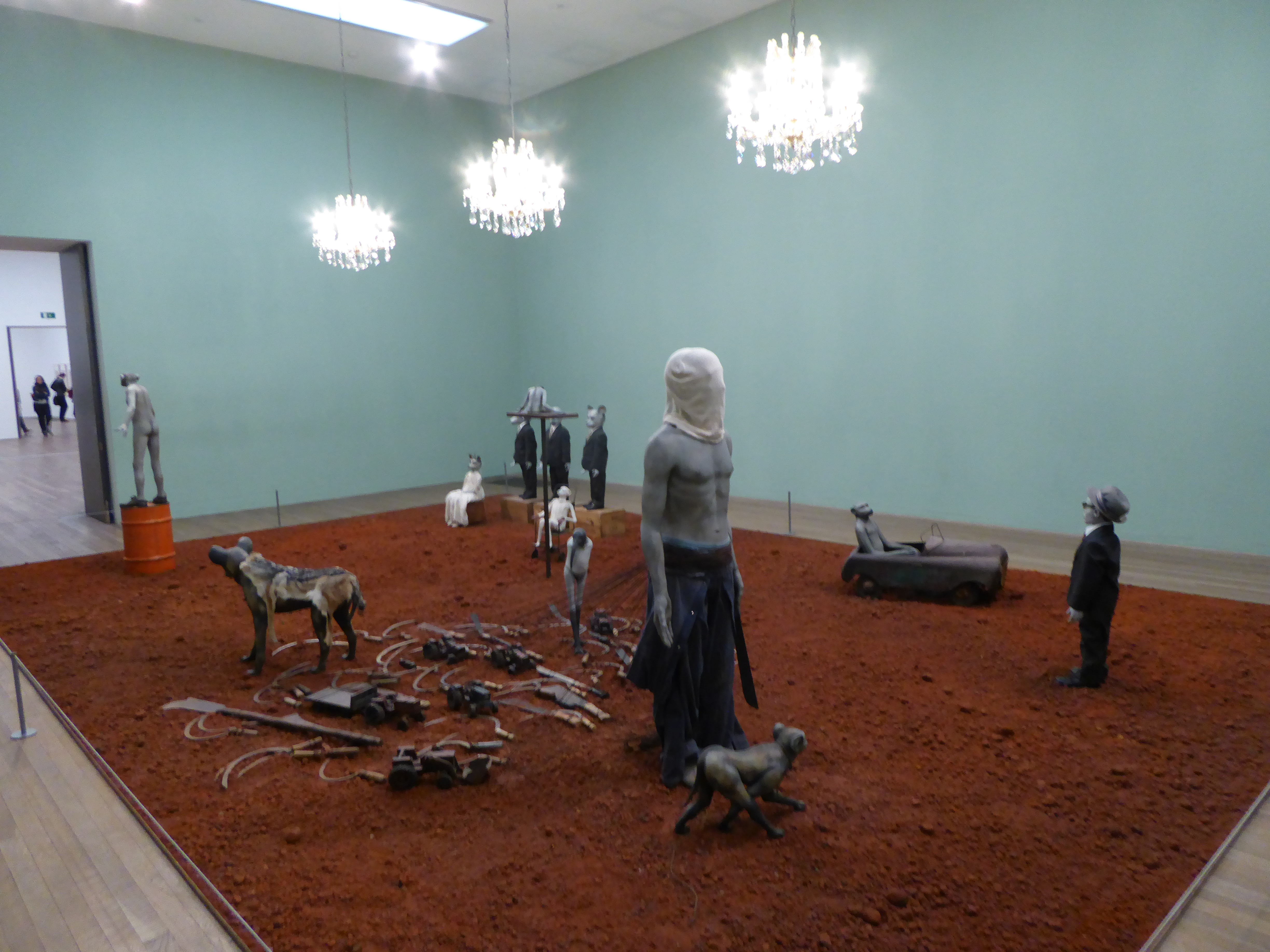
African Adventure autorstwa Jane Alexander, 1999–2002, Tate Modern, Bankside, Londyn, Anglia, październik 2016

Wykonana w 1999–2002, African Adventure jest dziełem site- specific, oryginalnie stworzonym dla British Officers' Mess of the Castle of Good Hope w Kapsztadzie, później wystawionym w Tate Modern. Dzieło przedstawia trzynaścioro ludzi, zwierząt, i ludzko- zwierzęcych hybryd, a także szeroką plejadę znalezionych obiektów. Podłoga dzieła jest przykryta czerwoną ziemią, a w środku znajduje się półnagi mężczyzna ciągnący za sobą rozmaite narzędzia farmerskie, z lnianą torbą na głowie i maczetą w ręku. Mężczyzna przedstawiony w dziele odnosi się do Eliasa Xitavhudziego, południowoafrykańskiego seryjnego mordercy, który zabijał swoje ofiary maczetą. Mówi się również, że dzieło jest komentarzem dotyczącym kolonializmu, tożsamości, demokracji, a także pozostałości po apartheidzie.

### The Sacrifices of God are a Troubled Spirit
The Sacrifices of God are a Troubled Spirit została stworzona w roku 2004 jako dzieło site-specific dla największej gotyckiej katedry świata, w Katedrze św. Jana Bożego zlokalizowanej w Nowym Yorku. Alexander zainspirowała się architekturą katedry, podobnie jak pozostałe siedemnaścioro artystów, którzy stworzyli prace na tę wystawę. Instalacja Alexander przedstawia sześć postaci, wliczając w to jagnię, z ramionami z patyków, przypominającymi ramiona strachu na wróble, ubrane w białą sukienkę, czerwone rękawiczki, gumowe, niebieskie buty, koronę ze złotych cierni, instalacja przedstawia także wysoką, smukłą ludzko- zwierzęcą hybrydę, trzymającą kulę inwalidzką i ubraną w czarne buty, z jednym prostym rogiem, do którego przywiązana jest flaga, i jednym zakręconym rogiem, na głowie postaci, przypominającej głowę antylopy. Wśród postaci znajduje się również zwierzę kopytne ze związanymi nogami, niosące na plecach poturbowaną małpę, wysoka figura przedstawiająca małpę w butach, z ogonem szakala, małe czworonożne zwierzę, i postać przypominająca sępa bez skrzydeł i ramion, ze stopami pokrytymi krwią. Wszystkie sześć figur jest zestawionych razem na obfitych ilościach czerwonych, gumowych rękawiczek, naprzeciwko ogromnego obrazu w katedrze. Dzieło wzorowane jest na Psalmie 51, będącym modlitwą za odpuszczenie grzechów, w związku z czym figura przedstawiająca jagnię najprawdopodobniej symbolizuje ofiarę.

### Security with traffic (influx control)

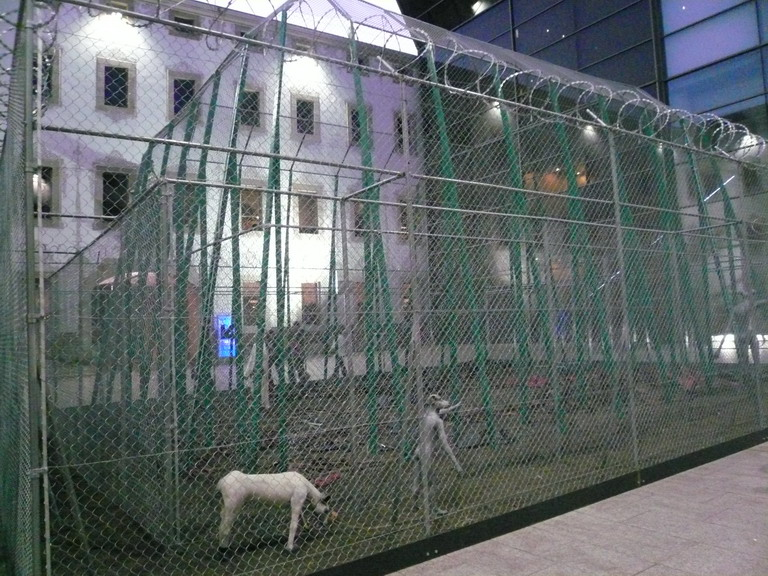
Security with traffic (influx control), instalacja autorstwa Jane Alexander w CCCB, Barcelona 2007

W ogrodzeniu z potrójną barierą W dziele Alexander z 2007 roku, Security witch traffic (influx control) na gruncie rozrzucona jest czarna ziemia, częściowo pokryta zapałkami, sierpami, rękawiczkami i dętkami rowerowymi. W środku znajduje się również grupa różnorodnych hybryd. Alexander stworzyła to dzieło jako formę odniesienia do bariery sfinansowanej przez Unię Europejską, zbudowanej przez hiszpański rząd w mieście Melilla, która blokuje wejście na terytorium UE. Dzieło to jest również najprawdopodobniej komentarzem dotyczącym migracji, inwigilacji, zasobów gruntowych, własności i eksploatacji.

## Nagrody
Jane Alexander wygrała kilka nagród w trakcie swojej kariery, zarówno jako artysta solowy jak i w grupie. Prace Alexander są wystawione w kilku publicznych kolekcjach, włączając w to Południowoafrykańską Galerię Narodową, Galerię Sztuki w Tatham, Galerię Sztuki w Johannesburgu, oraz publiczną kolekcję na Uniwersytecie Witwatersrandzkim.

### Nagrody
- 1982 – National Fine Arts Student Award[8]
- 1982 – Martienssen Student Prize[8]
- 1995 – Standard Bank Young Artist Award[8]
- 1996 – Joint winner of the First National Bank Artist of the Year[8]
- 1996 – The FNB Vita Art Now Award[8]
- 2002 – DaimlerChrysler Award[8]
- 2004 – University of Cape Town Fellowship[6]